# هاري أدير
هاري أدير (14 ديسمبر 1997 - ) (بالإنجليزية: Harry Adair)‏ هو لاعب كريكت بريطاني.

## وصلات خارجية
- هاري أدير على موقع إي آس بي آن كريك إنفو (الإنجليزية)